# Borota
Borota (starija hrvatska imena: Gospodska Pustara, Velika Pustara, Pustara) je selo u jugoistočnoj Mađarskoj. 
Zauzima površinu od 81,80 km četvornih.

## Zemljopisni položaj
Nalazi se u regiji Južnom Alföldu, na 46°15'47" sjeverne zemljopisne širine i 19°13'31", na 125 metara nadmorske visine.

## Upravna organizacija
Upravno pripada jankovačkoj mikroregiji u Bačko-kiškunskoj županiji. Poštanski broj je 6445.
1911. je izdvajanjem dvaju dijelova sela Rima, Borota i Dsida, nastalo samostalno selo Borota.

## Stanovništvo
U Boroti živi 1537 stanovnika (2005.). Mađari su većina. Nijemaca je 0,8%, Roma je 0,3%, Hrvata je 0,2% te ostalih. Rimokatolika je više od 90%, kavlinista je 1,4%, grkokatolika je 0,2% te ostalih.
Selo je prije imalo znatno brojnije hrvatsko stanovništvo. Mjesni Hrvati su pripadali etničkoj skupini Bunjevaca.
Kasnijim procesima odnarođivanja, što prirodnom, što nasilnom asimilacijom, mjesni su Hrvati skoro sasvim nestali.

## Vanjske poveznice
- (engl.) Borota na fallingrain.com